# Rosario Castellanos
Rosario Castellanos Figueroa (Città del Messico, 25 maggio 1925 – Tel Aviv, 7 agosto 1974) è stata una poetessa, scrittrice e diplomatica messicana.
Considerata tra gli autori messicani più importanti del XX secolo, scrisse principalmente di oppressione culturale e di genere. Il suo lavoro ha influenzato il pensiero femminista messicano e i relativi studi culturali, aprendo alle donne le porte della letteratura messicana.

## Biografia
Rosario Castellanos Figueroa nasce il 25 maggio 1925 a Città del Messico da una ricca coppia di provincia, composta da César Castellanos, educato negli Stati Uniti con una buona posizione sociale, e Adriana Figueroa. I genitori desideravano un bambino, il quale nacque un anno dopo e che chiamarono Benjamin.
La famiglia si trasferì nel suo paese di origine, a Comitán, luogo in cui il padre possedeva molti terreni e abitato in maggioranza da indios e da pochi signori bianchi.
Qui i bambini, con l’aiuto di due tate indie, crescono in mezzo alla natura, frequentano la scuola rurale, studiano catechismo e fanno la prima comunione.
Bambina introversa, nota fin da giovane la difficile condizione degli indigeni alle dipendenze della sua famiglia.
L’anno 1933 segna profondamente la vita di Rosario, poiché alla previsione della morte di uno dei suoi figli, la madre Adriana esclama terrorizzata “Ma non il maschio, vero?”
Pochi giorni dopo quella frase, è proprio Benjamin a morire all’età di 7 anni.
Da quel giorno il sentimento della colpa entrerà per sempre a far parte di lei, dal momento che, come afferma nelle Cartas a Ricardo, si è sempre sentita in colpa di esistere.
Il 15 settembre 1941, viene promulgata la riforma agraria imposta dal Presidente Lázaro Cárdenas del Río che provocò un repentino cambiamento della situazione economica dei Castellanos, i quali dovettero trasferirsi a Città del Messico, quando Rosario era ancora quindicenne. Un anno dopo, i suoi genitori morirono e la scrittrice dovette iniziare a badare a sé stessa.
Già poetessa, intraprese gli studi nella facoltà di Filosofia e Lettere all'Università nazionale autonoma del Messico, e nel 1950 consegue il dottorato in filosofia con la tesi Sulla cultura femminile. Nel 1952 Rosario dona agli indigeni i suoi ultimi possedimenti terrieri di Comitán, si trasferisce a Tuxtla come promotrice di attività culturali nell’ICACH.
Nel 1953 torna a Città del Messico, dove continua a scrivere e inizia una lunga carriera di docente presso la facoltà di Filosofia. Iniziò inoltre a collaborare con l'Istituto Nazionale Indigenista per conto del quale scriveva sceneggiature per spettacoli di marionette, messe in scena nelle regioni povere per promuovere l'alfabetizzazione. Curò anche una rubrica settimanale per il giornale Excélsior a stretto contatto con i gruppi indigeni Tzeltal-Tzotzil, si fece carico dei loro miti e del loro immaginario collettivo, diventando una romanziera.
Nel 1958 sposò il professore di filosofia Ricardo Guerra Tejada, dal quale nel 1961 ebbe un figlio, Gabriel Guerra Castellanos. La sua nascita rappresenta un momento importante nella sua vita di donna e di madre, caduta in depressione dopo diversi aborti spontanei. Il matrimonio durò 13 anni e terminò con un divorzio. Nonostante una vita personale segnata da un matrimonio difficile, da continui episodi depressivi, Rosario Castellanos ebbe l’energia per consacrare gran parte del suo lavoro e della sua opera alla difesa dei diritti delle donne, motivo per il quale è ricordata come un simbolo del femminismo latino americano. In riconoscimento del suo contributo alla letteratura messicana, fu nominata ambasciatrice in Israele nel 1971.
Morì il 7 agosto 1974 a Tel Aviv a causa di un presunto incidente elettrico per il quale si è sospettato che in realtà si trattasse di un suicidio. I suoi resti giacciono nella Rotonda delle Persone Illustri di Città del Messico.

## Premi e riconoscimenti
Nel 1958 ricevette il Premio Chiapas per Balún Canán, due anni dopo il Premio Xavier Villaurrutia per Ciuidad Real. Altri riconoscimenti successivi includono il Premio Sor Juana Inés de la Cruz (1962), Premio Carlos Trouyet per le lettere (1967) e il Premio Elías Sourasky per le lettere (1972).
Diversi luoghi pubblici portano il suo nome:
- Un museo in sua memoria, situato nella città di Comitán, dove trascorse la sua infanzia e la sua adolescenza.
- Un parco e una biblioteca pubblica portano il suo nome, entrambe situati nell'area territoriale amministrata dal sindaco Cuajimalpa de Morelos, a Città del Messico.
- La biblioteca del Centro de Investigaciones y Estudios de Género dell'UNAM
- Uno dei giardini della Facoltà di Filosofia e Lettere dell'UNAM
- La librería del Fondo di Cultura Economica (FCE) del Centro culturale Bella Época, a Città del Messico
- La Biblioteca Pubblica "Rosario Castellanos" a Cuajimalpa de Morelos, delegazione di Città del Messico

## Stile
Le ingiustizie sociali, l’oppressione di genere, le questioni filosofiche come la vita e la morte, sono i temi cardine dei suoi scritti. La sua opera è un’indagine costante sulla condizione umana, in particolare sulla duplice condizione della donna messicana, con l’intento di descrivere e conservare la vita in modo da non farcela sfuggire dalle mani con il passare del tempo.
I suoi sentimenti fungono da guida per i suoi scritti, come nel duro racconto Primera rivelación (Prima rivelazione), opera fittizia basata sua infanzia, perseguitata dalla morte e dal sentimento di inferiorità.
L’impegno nella condanna della misoginia è ben esemplificato nel saggio Mujer que sabe latín… ispirato al proverbio “Mujer que sabe latín no tiene marido ni tiene buen fin” (Donna che sa il latino non ha marito e non fa una buona fine), in cui la scrittrice sviluppa le sue idee circa la condizione di inferiorità della donna. Il tema dell’oppressione di genere ricorre anche in Los convidados de agosto (1964), in cui Emelina, la protagonista, cerca di fuggire dalle tradizioni e dagli stereotipi che la imprigionano, ma soprattutto cerca di fuggire dall’essere donna. Il linguaggio ha grande importanza, poiché viene usato come strumento di potere e di dominio: le donne, senza voce, possono essere dominate dagli uomini. Proprio per questo tipo di idee Rosario Castellanos viene considerata precorritrice del femminismo messicano.
Fu un'estimatrice di scrittrici come Gabriela Mistral, Emily Dickinson, Simone de Beauvoir, Virginia Woolf, e Simone Weil. Per il suo decimo libro di poesie, En la tierra de en medio (1972), sembra anche prendere ispirazione da T. S. Eliot, in particolare dai suoi The Waste Land per il titolo e The Four Quartets per l’epigrafe.Nel libro tratta di vari momenti della sua vita quotidiana, particolarmente appassionante è la poesia Se habla de Gabriel, in cui la scrittrice parla della sua gravidanza anche da un punto di vista più filosofico.
Molte delle sue opere fanno dunque riferimento alla divisione in due gruppi, uomo e donna, gruppi che vengono ulteriormente divisi in bianchi e indigeni.
Il suo pensiero poetico è senz’altro legato alla cultura del luogo in cui è cresciuta, Chiapas, in cui le tradizioni azteche e maya si mescolano tra di loro.
In molte sue opere Castellanos dà spazio a figure appartenenti a queste tradizioni, la più emblematica in tal senso è il romanzo Balún Canán, in cui viene contrapposto il Messico dei miti e delle credenze indigene al Messico reale.
Rosario Castellanos appartiene al cosiddetto “Ciclo di Chiapas” insieme a Ricardo Pozas, Ramón Rubín, Carlo Antonio Castro, Eraclio Zepeda e María Lombardo de Caso. Contrariamente ai scrittori di romanzi indigenisti, nelle sue opere si ha una presentazione critica delle condizioni di sfruttamento e di miseria degli indigeni, senza quindi alcuna idealizzazione fissa dell’indio come uomo violento e crudele.
In un’intervista la Castellanos afferma:
«Se mi attengo a ciò che ho letto in questa corrente che tra l’altro non mi interessa, i miei romanzi e i miei racconti non fanno parte di essa. Uno dei suoi difetti è quello di considerare il mondo indigeno come esotico in cui i personaggi, da vittime, sono poetici e buoni, (…) Gli indios non mi sembrano né misteriosi né poetici. Ciò che accade è che vivono in una miseria atroce».
È il caso del romanzo Oficio de tinieblas (1962), che tratta proprio dell’oppressione delle popolazioni indigene, basato sulla ribellione Chamula nel 1869 che culminò con la crocifissione di uno di loro e la conseguente proclamazione di un Cristo indigeno.

## Opere

### Narrativa
- Balún Canán, Messico: Fondo de Cultura Económica, 1957.
- Ciudad Real, Xalapa: Universidad Veracruzana, 1960.
- Oficio de Tinieblas, Messico: Joaquín Mortiz, 1962.
- Los convidados de agosto, Messico: Era, 1964.
- Álbum de Familia, Messico: Joaquín Mortiz, 1971
- Rito de Iniciación, Messico: Alfaguara, 1997.

### Saggistica
- Sobre Cultura Femenina, Messico, 1950.
- La novela mexicana contemporánea y su valor testimonial, Messico: Instituto Nacional de la Juventud, 1960.
- Juicios Sumarios, Xalapa: Universidad Veracruzana, 1966.
- Mujer que sabe latín…, Messico: Secretaría de Educación Pública, 1973.
- El uso de la palabra, Messico: Excélsior, 1974
- El mar y sus pescaditos, Messico: Fondo de Cultura Económica, 1975.
- Declaración de Fe, Messico: Alfaguara, 1997.

### Teatro
- Tablero de damas, 1952
- Teatro Petul, Messico: Instituto Nacional Indigenista, 1957.
- El eterno femenino, Messico. Fondo de Cultura Económica, 1975.

### Poesia
- Apuntes para una declaración de fe, 1947.
- Trayectoria del polvo, Puebla: Costa-Amic, 1948.
- De la vigilia estéril, Messico: Ediciones de América, 1950.
- El rescate del mundo, Tuxtla Gutiérrez: Departamento de Prensa y Turismo, 1952.
- Poemas: 1953-1955, Messico: Metáfora, 1957
- Salomé y Judith, Messico: Jus, 1959.
- Lívida luz, Messico: Universidad Nacional Autónoma de México, 1960.
- Materia memorable, 1969.
- En la tierra de enmedio, 1972
- Poesía no eres tú: Obra poética 1948-1971, Messico: Fondo de Cultura Económica, 1972.

### Balun Canan, il paese dei nove guardiani
Balún Canán, traducibile in “nove guardiani” o “nove stelle”, è il nome ancestrale di Comitán, luogo in cui Rosario Castellanos è cresciuta.
Il romanzo fu pubblicato per la prima volta nel 1957 dal Fondo de Cultura Económica ed è stato pubblicato in Italia da Giunti nel 1993, con la traduzione di Paola Locati.
L’intero romanzo è intriso di riferimenti autobiografici, ma resta importante il focus sulla critica della società contemporanea e sulle condizioni di sfruttamento e di inferiorità degli indigeni.
La protagonista è una bambina di sette anni, che, proprio come la scrittrice, è figlia di latifondisti dello stato del Chiapas. La bimba vive in un mondo di ingiustizie, dominato dallo sfruttamento degli indios ad opera dei proprietari terrieri ladinos, parallelamente impara che anche le donne sono trattate in maniera differente e sprezzante in una società tanto maschilista.
L’opera è divisa in tre parti, la prima e la terza sono narrate in prima persona dalla protagonista, una bambina di sette anni di cui non conosciamo il nome. La seconda parte è narrata da un narratore onnisciente, il quale racconta i fatti che si susseguono nella hacienda da un punto di vista più adulto.
L’inizio di questa parte del romanzo coincide con l’arrivo della famiglia a Chactajal, lì, con la visita dell’ispettore agrario Gonzalo Utrilla, gli equilibri vengono sconvolti. L’applicazione della riforma agraria di Lázaro Cárdenas del Río mette a rischio gli affari degli Arguello, che non possono permettersi di cadere in rovina, la crescita della tensione porta gli indios a insorgere per ottenere e difendere i propri diritti. Il Messico reale deve fare i conti con la potenza del Messico magico a lungo represso.

### Il libro delle lamentazioni (Oficio de tinieblas)
Pubblicato in lingua originale nel 1960, è stato diffuso in Italia grazie all’editoriale Marsilio nel 1997 con la traduzione di Umberto Bonetti.
La vicenda si basa sulle rivolte della popolazione Chamula degli anni 1867-1870 a San Cristóbal, Chiapas, in seguito alla promulgazione della legge agraria. Ancora una volta il tema principale è l’oppressione culturale di cui sono vittime le popolazioni indigene.
Sin dall’inizio si fa riferimento al periodo della conquista spagnola, quando l’arrivo degli spagnoli con la loro lingua “altra” e del cristianesimo con l’imposizione dei suoi santi nella valle di Chamula modellano a loro piacimento i costumi e la vita dei cittadini locali. Il romanzo è composto da un insieme di storie che si intrecciano l’una con l’altra e di cui il filo conduttore è una rivolta sfociata in tragedia. Numerosissimi sono i personaggi che come dei piccoli tasselli compongono un puzzle complesso e difficile da decifrare:
nelle figure maschili è possibile riconoscere l’uomo stupido, il depravato, il sicuro di sé e l’avaro, mentre delle figure femminili è descritta una grande varietà di caratteri. La donna inutile poiché infertile o perché poco abile nelle faccende di casa, quella rispettata, quella paurosa e debole, quella invidiosa, quella avara o ancora quella rancorosa. Il binomio indios/ladinos gioca un ruolo fondamentale nella storia, poiché il divario tra bianchi e neri è ciò che porta al compimento della rivolta e all’atto supremo: il sacrificio del piccolo Domingo, crocifisso dal suo popolo con lo scopo di placare gli dei e di proclamare un Cristo indio.
Nel romanzo il confine tra il reale e la magia, il giusto e l’ingiusto è spesso labile, non solo per il lettore ma anche per i personaggi stessi, che spesso appaiono confusi e accecati nelle decisioni.